# Mobile Fighter G Gundam
Mobile Fighter G Gundam (機動武闘伝Gガンダム, Kidō Butōden Jī Gandamu, "Mobile Fighting Legend G Gundam") is een Japanse animeserie die deel uitmaakt van de Gundam-franchise. De serie werd geregisseerd door Yasuhiro Imagawa (onder andere bekend van Giant Robo en Getter Robo Armageddon).

## Achtergrond
G Gundam is de eerste Gundamserie gemaakt ter viering van het 15-jarig bestaan van de Gundamfranchise. Tevens is het de eerste serie die zich niet langer afspeelt in de Universal Century-tijdlijn van de voorgaande series, maar in zijn eigen tijdlijn. De serie heeft derhalve geen connecties qua verhaal met de voorgaande series.
De serie heeft een duidelijk andere verhaalopzet dan de voorgaande series uit de franchise. Ook anders aan deze serie zijn de toevoegingen van enkele Shōnen-elementen. Zo beschikken de personages over bovenmenselijke vaardigheden dankzij vechtsporttraining.
Mobile Fighter G Gundam werd aanvankelijk uitgezonden op TV Asahi van 1 april 1994 tot 31 maart 1995. De serie kreeg ook een spin-off in de vorm van drie mangaseries.

## Plot
In de tijdlijn waarin de serie zich afspeelt, de Future Century, worden Gundams niet gebruikt voor oorlogen maar voor wedstrijden die elke vier jaar worden gehouden tussen de ruimtekolonies. Elke kolonie stuurt een Gundam + piloot naar de aarde om tegen de Gundams van andere kolonies te vechten. De winnende kolonie krijgt vier jaar lang het zeggenschap over alle kolonies.
De serie speelt zich af in het haar FC 60, tijdens het 13e Gundamtoernament. Centraal staat Domon Kasshu, de vertegenwoordiger van Neo Japan. Hij is piloot van de Shining Gundam. Hij neemt echter niet alleen deel aan het toernooi om zijn kolonie te vertegenwoordigen, maar ook om zijn broer te vinden, die de mysterieuze Devil Gundam heeft gestolen van de Neo-Japanse overheid. Domon wordt bijgestaan door zijn crewlid Rain Mikamura.
De regels van het toernooi zijn:
1. Een Gundam die zijn hoofd verliest is gediskwalificeerd.
2. Een Gundampiloot mag nooit opzettelijk richten op de cockpit van een andere Gundam.
3. Een Gundampiloot mag zolang het hoofd van zijn Gundam nog in orde is zo vaak hij wil reparaties verrichten aan zijn Gundam.
4. Een Gundampiloot is verantwoordelijk voor het beschermen van zijn eigen Gundam.
5. Een Gundampiloot mag niet de eer en waardigheid van de kolonie die hij vertegenwoordigt schaden.
6. De hele aarde is het slagveld. Schade aan aardse bezittingen door de Gundamgevechten worden niet gezien als een misdrijf.

## Productie

### Muziek
Titelsong
1. "Flying in the Sky" door Hitofumi Ushima
2. "Trust You Forever" door Hitofumi Ushima

Eindd
1. "Umi Yori Mo Fukaku [Deeper Than The Ocean]" door Etsuko Sai
2. "Kimi No Naka No Eien [The Eternity in You]" door Inoue Takehide

### Internationale versies
G Gundam werd in 2002 uitgezonden op Cartoon Network, maar veel van de Gundamnamen werden voor de Engelstalige versie aangepast. Drie vanwege religieuze redenen, een omdat de naam refereerde aan alcohol, en de rest voor onbekende reden:
- God Gundam ⇒ Burning Gundam
- Devil Gundam ⇒ Dark Gundam
- Death Army ⇒ Dark Army
- Scud Gundam ⇒ Desert Gundam
- Tequila Gundam ⇒ Spike Gundam
- Lumber Gundam ⇒ Grizzly Gundam
- John Bull Gundam ⇒ Royal Gundam
- Pharaoh Gundam IV ⇒ Mummy Gundam IV
- Minaret Gundam ⇒ Scythe Gundam
- Kowloon Gundam ⇒ Haow Gundam
- Gundam Spiegel ⇒ Shadow Gundam
- Nether Gundam ⇒ Hurricane Gundam
- Matador Gundam ⇒ Toro Gundam
- Nobel Gundam ⇒ Noble Gundam
- Gundam Heaven's Sword ⇒ Raven Gundam

### Invloeden
Net als Imagawa's Giant Robo: The Day the Earth Stood Still is G Gundam grotendeels beïnvloed door Hongkongse cinema, met name de wuxia en de Kungfu-films uit de jaren 70.
In het laatste gevecht uit de serie hebben veel Gundams en een andere Yoshiyuki Tomino Mecha uit vorige series een cameo, zoals de originele Invicible Superman Zambot 3 Mobile Suit Gundam, Zeta Gundam, Gundam 0083, Gundam F91, Victory Gundam, de manga Crossbone Gundam en de toekomstige Wing Gundam. Verder bevatte de serie veel referenties naar andere anime en videospellen over vechttoernooien, zoals de Street Fighter-reeks en Dragon Ball Z.